# Córka kantora
Córka kantora (jid. Dem Chanzens Tochter) – polski film fabularny z 1913 roku w języku jidysz, oparty na utworze Zalmena Libina Złamane serca. Film się nie zachował.

## Obsada[1]
- Samuel Landau – jako kantor Nuchem Ostorlin
- Regina Kamińska – jako Gintełe, córka kantora
- Sonia Szlosberg – jako żona Beniamina
- Szaja Rotszejn – jako Beniamin
- Lea Kompanijec